# Носач авиона Шарл де Гол (R91)
Носач авион Шарл де Гол (R91) (фр. Charles de Gaulle) је ратни брод француске ратне морнарице (Marine Nationale) и највећи ратни брод у Западној Европи. То је десети француски носач авиона, први француски брод на нуклеарни погон и за сада једини са не-амерички брод са таквим погоном, као и тренутно једини носач авиона у саставу француске ратне морнарице. Добио је име по Француском државнику и генералу Шарлу де Голу.